# Gravør
En gravør er en håndværker eller kunsthåndværker, som udarbejder udsmykninger og støbeformer, klicheer, kobberstik eller trykforme til videreforarbejdning til frimærker, mønter, medaljer, stempler eller guld- og sølvsmedegenstande. En gravør laver også inskriptioner, monogrammer og ornamentik på forskellige genstander. Faget kræver kunstneriske anlæg, præcision og nøjagtighed samt et godt håndelag.